# Brug 2401
Brug 2401 is een kunstwerk in Amsterdam Nieuw-West. Het bouwwerk houdt het midden tussen een brug en duiker.

## Geschiedenis
Het bouwwerk is gelegen over de watergang die het Rembrandtpark van noord naar zuid doorsnijdt. Het zuidelijke deel van dat park, gelegen in het vak ten noorden van de Cornelis Lelylaan en ten oosten van kantoorgebouw Ringpark is een relatief rustig deel van het park; het is alleen toegankelijk voor voetgangers. Het deel werd in de jaren nul van de 21e eeuw onderwerp van discussie tussen bestuurders en bewoners van de nabijgelegen wijk. In die jaren werd op het terrein van het voormalige Andreas Ziekenhuis (op de tekentafel van Cornelis van Eesteren nog onderdeel van het park ten zuiden van de Cornelis Lelylaan) de woonwijk Andreas Ensemble aangelegd. De bestuurders vonden het noodzakelijk dat voor die nieuwe wijk een verkeersafslag beschikbaar moest komen. Deze afslag was gepland ten westen van de brug 386 over de Westlandgracht. De bewoners aangevoerd door de Vrienden van het Rembrandtpark verzetten zich tegen dat plan, dat ook de kap van een flink aantal bomen tot gevolg zou hebben. Na jaren van getouwtrek werd uiteindelijk besloten, dat de afslag niet nodig was. De verbinding met de Cornelis Lelylaan werd verschoven naar het westen ter hoogte van het Station Amsterdam Lelylaan middels de Willem Frogerstraat.
Wat wel werd aangelegd was de verlenging van de eerder genoemde waterweg. Deze had eerst haar uitgang vanuit de vijver achter het Ringpark-gebouw, maar dat terrein werd volgebouwd. Een stroompje in het oosten werd vervolgens uitgegraven en verlengd en onder de Cornelis Lelylaan doorgetrokken. Om dat mogelijk te maken kwam er een nieuwe brug in de Cornelis Lelylaan (zie brug 386). Voorts werd het terrein toegankelijker gemaakt. Over die watergang werden nog twee brugconstructies neergelegd, brug 2400, een betonnen variant van een hangbrug en deze eenvoudige duikerbrug. Voor de bouw van de hangbrug moest men creatief zijn in verband met een afwijkende fundering, voor de bouw van duikerbrug was alleen de plaats bijna onmogelijk. De bodem ter plaatse is uitermate drassig, ongeschikt voor zwaar vervoer. De constructie bestaat in wezen alleen uit twee landhoofden met daartussen betonnen liggers. Het in 2018 opgeleverde kunstwerk strekte ter vervanging van een houten brug, die hier vermoedelijk vanaf de opening van het park lag.
2400 · 2401 · 2402 · 2403 · 2404 · 2405 · 2406 · 2407 · 2408 · 2409 ·  2410 · 2411 · 2412 · 2413 · 2414 · 2415 · 2421 · 2422 · 2423 · 2424 · 2425 · 2426 · 2427 · 2428 · 2429 · 2430 · 2431 · 2432 · 2433 · 2434 · 2435 · 2436 · 2437 · 2438 · 2439 · 2441 · 2451-2453 · 2454 · 2455 · 2456 · 2457 · 2459 · 2461 · 2462 · 2468 · 2469 · 2470 · 2471 · 2472 · 2473 · 2474 · 2475 · 2476 · 2477 · 2478 · 2480 · 2481 · 2482 · 2483 · 2484 · 2485 · 2486 · 2487 · 2488 · 2489 · 2490 · 2491 · 2492 · 2493 · 2494-2499
Brugnummers 2416, 2417, 2418, 2419, 2420, 2441, 2442, 2443, 2444,  2445, 2446, 2447, 2448, 2449, 2450, 2458, 2460, 2463, 2464, 2465, 2466, 2467, 2479 zijn niet vergeven.